# Судова система Бразилії
Бразильська система законів походить від португальської системи цивільного права і засновується на статутах і, частково та з недавнього часу, використовує stare decisis. Згідно з судовою структурою, що описана в діючий конституції Бразилії, судова влада ділиться між Федеральною судовою владою та судовою владою штатів, кожна з яких має окрему юрисдикцію. Суди рівня штатів розглядають всі кримінальні та цивільні справи, а регіональні федеральні суди служать апеляційними судами. Верховний Суд виносить остаточні обов'язкові рішення з питань інтерпретації законів та конституції.

## Конституція і структура законів
Конституція і закони Бразилії в значній мірі виходить від португальського цивільного права та є спорідненими з системою Римського права та романо-германською юридичною традицією. Це означає, що система законів заснована на статутах, хоча недавня конституційна реформа (поправка до конституції номер 45, прийнята в 2004 році) ввела механізм, подібний до stare decisis, що називається у Súmula Vinculante. Проте, згідно зі статтею конституції, тільки Верховний Суд має дозвіл редагувати правила та створювати прецеденти. Підлеглі судді і суди, як і державна адміністрація, зобов'язані покорятися інтерпретації Верховного Суду.
В даний час, відповідно до судової структури, що описана в бразильській конституції, судова влада ділиться між Федеральною судовою владою та судовою владою штатів, кожна з яких має окрему юрисдикцію. Прерогативи і обов'язки суддів ті ж, відмінності полягають тільки в компетентності, структурі і складі судів.

## Судова влада штатів

### Суди першої інстанції
Територія кожного штату поділена на судові райони (comarcas), які складаються з одного або більшого числа міст. Кожний судовий округ має як мінімум один суд першої інстанції, який має головного суддю та суддю на заміну. У деяких районах є спеціалізовані суди першої інстанції, призначені для розглядання фамільних випадків і банкрутства. Вирок виноситься одним суддею в усіх цивільних справах та в більшості кримінальних справ. Тільки найбільш тяжкі злочини, звичайно вбивства, розглядаються судом присяжних. Судді окружних судів висуваються після процесу відбору. Рішення цих судів можуть бути переглянуті у випадку апеляції судами другої інстанції.

### Суди Правосуддя
27 Судів Правосуддя (Tribunal de Justiça) знаходяться в столиці кожного штату і Федерального округу, та мають юрисдикцію тільки над територією відповідного штату і є судами вищої інстанції на його території. Деякі штати раніше мали Апеляційні суди (Tribunal de Alçada) з дещо іншою юрисдикцією, але зараз у всіх штатах судом вищої інстанції є Суд Правосуддя. Суди Правосуддя фактично є апеляційними судами, що означає що вони можуть переглядати будь-які рішення судів першої інстанції і мають останнє слово на рішеннях на рівні штатів — хоча їх рішення можуть бути переглянуті федеральними судами.
Рішення цього суду зазвичай виносять три судді, так званих desembargadores. Суддів Судів Правосуддя призначає губернатор штату. Суди Правосуддя діляться на цивільні палати, які займаються цивільними справами, і кримінальні палати. Судді цього суду наглядають один за одним. Трибунал може вигнати будь-якого суддю, який проявив неетичну поведінку.

## Федеральна судова влада

### Регіональні суди
Федеральні Суди (всього 5) мають юрисдикцію над регіоном, складеним з кількох штатів, і звичайно розміщуються в найбільшому місті цього регіону. Існують наступні регіональні суди:
- Регіональний Федеральний Суд 1-го регіону має юрисдикцію над 14 штатами: Федеральний округ, Мінас-Жерайс, Баїя, Піауї, Мараньян, Гояйс, Мату-Гросу, Амапа, Токантінс, Пара, Амазонас, Рорайма, Рондонія і Акрі, з штаб-квартирою в місті Бразиліа (Федеральний округ).
- Регіональний Федеральний Суд 2-го регіону має юрисдикцію над двома штатами: Ріо-де-Жанейро  і Еспіріту-Санту, з штаб-квартирою в Ріо-де-Жанейро.
- Регіональний Федеральний Суд 3-го регіону має юрисдикцію над двома штатами: Сан-Паулу і Мату-Гросу-ду-Сул, з штаб-квартирою в Сан-Паулу.
- Регіональний Федеральний Суд 4-го регіону має юрисдикцію над трьома штатами: Ріу-Гранді-ду-Сул, Санта-Катарина і Парана, з штаб-квартирою в Порту-Алегрі (Ріу-Гранді-ду-Сул).
- Регіональний Федеральний Суд 5-го регіону має юрисдикцію над трьома штатами: Сержипі, Алагоас, Пернамбуку, Параїба, Сеара і Ріу-Гранді-ду-Сул, з штаб-квартирою в Ресіфі (Пернамбуку).

### Центральні суди

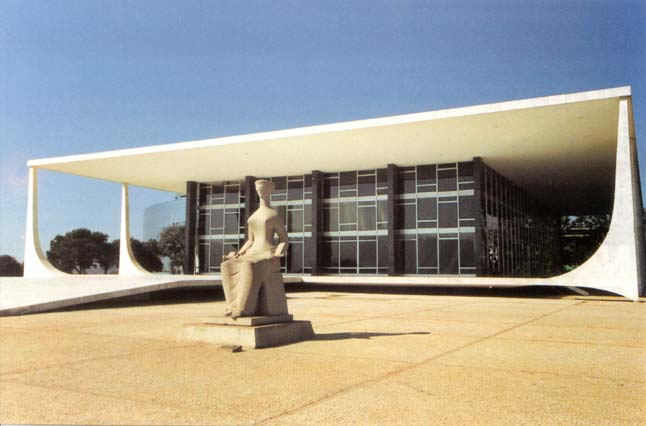
Будівля Верховного Суду Бразилії

В Бразилії існує два центральних федеральних суди (Верховних суди), які надають вказівки іншим судам по цивільним і злочинним справа та розглядають питання, що стосуються уряду кріїни: Вищий Суд Правосуддя (Superior Tribunal de Justiça, STJ) і Федеральний Верховний Суд (Supremo Tribunal Federal, STF).
Вищий Суд Правосуддя складається з 33 суддів, президентом та схвалених Федеральним Сенатом. Він є бразильським судом вищої інстанції в неконституційних питаннях і проводить Спеціальну Апеляцію (Recurso Especial), коли рішення суду другої інстанції протирічить федеральним статутам або коли два або більше судів другої інстанції різні рішення засновуючись на тому ж федеральному статуті. Існують також паралельні підрозділи цього суду для трудового законодавства (Justiça do Trabalho), виборчого законодавства (Justiça Eleitoral) і військового законодавства (Justiça Militar).
Федеральний Верховний Суд складається з 11 членів, також висунутих призначених президентом та схвалених Сенатом. Суд розглядає випадки, що стосуються президента, Конгресу, судової влади, урядових міністрів, дипломатичні і політичні питання та питання адміністративного поділу країни, та вирішує питання щодо трактування конституції. Федеральний Верховний Суд проводить Екстраординарні Апеляції (Recurso Extraordinário), коли рішення судів другої інстанції порушують конституцію. Цей суд є останньою інстанцією для розгляду неправильних кримінальних вироків і для перегляду рішень STJ.
Центральні суди не аналізують ніяких фактичних питань, а тільки доповнюють закон і конституцію. Факти і свідоцтва оцінюються судами другої інстанції, окрім специфічних випадків, наприклад так званого Хабеас корпус.